# あかぢ駅
あかぢ駅（あかぢえき）は、福岡県鞍手郡小竹町大字赤地にある平成筑豊鉄道伊田線の駅である。駅番号はHC3。
漢字表記では「赤地」となるが、同じ伊田線内にある赤池駅と似ているため、ひらがな表記の「あかじ」駅となった。しかし「赤字」を連想するためか、後に「あかぢ」駅に改称。また、ローマ字表記も「AKAJI」から「AKADI」に変更されている。

## 歴史
- 1990年（平成2年）10月1日：あかじ駅として開業[1]。
- 2001年（平成13年）3月3日：あかぢ駅に改称。

## 駅構造
相対式ホーム2面2線を有する地上駅である。無人駅で駅舎はない。ホームは築堤上にあるが、地上とは階段のみで結ばれているためバリアフリー非対応である。

### のりば
| ホーム | 路線    | 方向 | 行先                                       | 備考 |
| ------ | ------- | ---- | ------------------------------------------ | ---- |
| 東側   | ■伊田線 | 上り | 赤池・金田・田川伊田・田川後藤寺・行橋方面 |      |
| 西側   | ■伊田線 | 下り | 直方方面                                   |      |

※案内上ののりば番号は割り当てられていない。

## 利用状況
2015年度の1日の平均利用者数は42人である。

## 駅周辺
遠賀川の右岸、小竹町の北東端に近い。駅周辺は田畑が広がり、駅の南西には小集落がある。駅から約300 m東側の直方市域は住宅地となっている。
- 国道200号
- 福岡県道470号勝野下境線
- 直方自動車学校
- 筑豊本線（福北ゆたか線）勝野駅 - 西へ約1 km。遠賀川の対岸。
- 飯塚〜直方サイクリングロード
- 小竹町巡回バス「あかぢ駅」停留所 - 小竹駅、勝野駅、小竹町役場など町内各地へ運行する。土曜午後・日曜および祝日とお盆・年末年始は運休。
- 赤地区公民館
- 内藤鍛造所

## 隣の駅
平成筑豊鉄道
■伊田線
南直方御殿口駅 (HC2)  - あかぢ駅 (HC3)  - 藤棚駅 (HC4)